# بطولة أستراليا المفتوحة 1993 - الزوجي المختلط
في بطولة أستراليا المفتوحة 1993 - الزوجي المختلط فاز كل من أرانتشا سانتشيث فيكاريو وتود وودبريدج على زينا غاريسون وريك ليتش في المباراة النهائية بنتيجة 7–5، 6–4.

## التوزيع
1. أرانتشا سانتشيث فيكاريو /  تود وودبريدج (البطولة)
2. نتاشا زفريفا /  كيلي جونز (تنس) (نصف النهائي)
3. زينا غاريسون /  ريك ليتش (النهائي)
4. لاريسا نيلاند /  سيريل سوك (الجولة الأولى)
5. نيكول برادتكه /  مارك وودفورد (الجولة الثانية)
6. ستيفاني ريهي /  داني فيسر (الجولة الثانية)
7. إلنا رايناخ /  باتريك غالبريث (الجولة الأولى)
8. باتي فينديك /  ستيف ديفريس (الجولة الأولى)

## المباريات

### مفتاح
- Q = متأهل Qualifier
- WC = وايلد كارد Wild Card
- LL = خاسر محظوظ Lucky Loser
- Alt = بديل Alternate
- SE = Special Exempt
- PR = تصنيف محمي Protected Ranking
- w/o = فوز سهل Walkover
- r = انسحاب Retired
- d = Defaulted
- SR = Special ranking
- ITF = ITF entry
- JE = Junior exempt

### النهائي
| النهائي |                                      |   |   |  |
|         |                                      |   |   |  |
|         |                                      |   |   |  |
| 1       | أرانتشا سانتشيث فيكاريو تود وودبريدج | 7 | 6 |  |
| 3       | زينا غاريسون ريك ليتش                | 5 | 4 |  |